# Borostomias pacificus
Borostomias pacificus es una especie de pez de la familia Stomiidae en el orden de los Stomiiformes.

## Hábitat
Es un pez de mar y de aguas  templadas que vive entre 350-1400 m de profundidad.

## Distribución geográfica
Se encuentra en el Japón.